# Calamagrostis boliviensis
Calamagrostis boliviensis är en gräsart som beskrevs av Eduard Hackel. Calamagrostis boliviensis ingår i släktet rör, och familjen gräs.
Artens utbredningsområde är Bolivia. Inga underarter finns listade i Catalogue of Life.